# Плазиште
Пла́зиште (болг. Плазище) — село в Кирджалійській області Болгарії. Входить до складу общини Джебел.

## Населення
За даними перепису населення 2011 року у селі проживали 173 особи.
Національний склад населення села:
| Національність   | Кількість осіб | Відсоток |
| ---------------- | -------------- | -------- |
| турки            | 75             | 44,6%    |
| болгари          | 14             | 8,3%     |
| цигани           | 0              | 0%       |
| інша             | 69             | 41,1%    |
| не визначились   | 10             | 6,0%     |
| Всього відповіли | 168            |          |

Розподіл населення за віком у 2011 році:
Динаміка населення: